# Per B. Sundberg
Pour les articles homonymes, voir Sundberg.
Per B. Sundberg né le 2 avril 1964, est un artiste suédois travaillant la céramique et le verre. Sundberg a fait ses études à Capellagården et Konstfackskolan et fut jusqu'en 2005 employé à la manufacture verrière Orrefors, puis professeur à l'Ecole des Arts (jusqu'en 2011) et simultanément artiste indépendant. Maîtrisant également le métier de souffleur de verre, Sundberg dispose d’une position unique parmi les artistes verriers suédois. En 2004, il obtint une reconnaissance lors d’une exposition solo au Musée Röhsska à Göteborg, intitulé "Greatest Hits 1983-2004". En 2005, il reçut la première Formstipendiet (Bourse de la forme) du Bildkonstnärsfonden (Fonds pour les arts visuels). 

## Création artistique
La nature est le point de départ dans un grand nombre d'œuvres d'art de Sundberg. Les animaux et les plantes sont présentés dans des juxtapositions inattendues, tantôt comme un clin d’œil, tantôt de façon plus réfléchie. En verrerie, Sundberg se sert souvent d’autocollants, utilisés auparavant dans l’usine de porcelaine Gustavsberg, et pouvant résister à des températures élevées. Ces images contrastent fréquemment, créant ainsi des tensions dans l’œuvre. En céramique, Sundberg utilise aussi des autocollants ou alors des figurines en céramique trouvées aux marchés aux puces. Cela donne lieu à des rencontres inattendues entre la nature sculptée et les combinaisons de figurines. Dans certaines de ses œuvres, en verre ou en céramique, Sundberg discute le concept fonctionnel, ou la fonctionnalité de l’objet, traitant ainsi la question du lien entre fonction et forme des objets. Commune à l'œuvre de Sundberg est l'expression sculpturale. 

## Expositions personnelles
- 2012 : La galerie NeC nilsson et chiglien, Paris, France
- 2012 : Bomuldsfabriken, Arendal, Norvège
- 2011 : Gustavsbergs konsthall, Gustavsberg, Suède
- 2005 : Stockholm Art Fair, Stockholm, Suède
- 2004 : Greatest Hits 1983-2004 Röhsska Museet, Göteborg, Suède
- 2004 : Glasdialogen, Sveriges Glasmuseum, Växjö, Suède
- 2004 : VIDA museum, Halltorp, Suède
- 2003 : Galleri Orrefors Kostaboda, Stockholm, Suède
- 2000 : Galleri Kamras, Borgholm, Suède
- 2000 : Galleriet, Växjö, Suède
- 1998 : Stockholm Art Fair, Galleri NKR, Stockholm, Suède
- 1997 : Form Design Center, Malmö, Suède
- 1997 : Olle Olsson Huset, Stockholm, Suède
- 1996 : Nordiska Kristall, Stockholm, Suède
- 1996 : Orrefors Museum, Orrefors, Suède
- 1991 : Galleri Doktor Glas, Stockholm, Suède
- 1988 : Galleri De 20, Växjo, Suède

## Commissions publiques
- 2010 : Elinebo äldreboende, Helsingborg
- 2009 : Tussmötegården, en coopération avec Cecilia Elde, Stockholm, Suède
- 2006 : Nye A-hus, Lillestrøm, Norvège
- 2006 : Blason national pour le parlement suédois, en coopération avec Ingegerd Råman, Stockholm, Suède
- 2006 : Södersjukhuset, Stockholm, Suède
- 2005 : Hallunda Kyrka, retable, Hallunda, Suède
- 2003 : Hammarby Sjöstad, Familjebostäder, Stockholm, Suède

## Collections
- Victoria & Albert Museum, Londres, Royaume-Uni
- Nationalmuseum, Stockholm, Suède
- Musée des Art Décoratifs de Montréal, Canada
- Museo de Arte Decorativo, Buenos Aires, Argentine
- Designmuseum Danmark, Copenhague, Danemark
- Glasmuseet Ebeltoft, Ebeltoft, Danemark
- Islands Glas Museum, Reykjavik, Islande
- Röhsska Museet, Göteborg, Suède
- Malmö Museum, Malmö, Suède